# Warum Rappst Du?
Warum Rappst Du? è il secondo extended play del rapper tedesco Kool Savas, pubblicato nel 2000.

## Tracce
1. Pimplegioneah – 3:25
2. Du schaffst es! + 16/1 – 4:37
3. Wieso? (feat. FuManSchu) – 4:09
4. 16/2 – 5:06
5. Warum rappst Du? – 4:13
6. Madness am Mic (feat. FuManSchu) – 3:53